# Giovanni Domenico Barbieri
Giovanni Domenico Barbieri (Roveredo, 14 gennaio 1704 – Eichstätt, 13 settembre 1764) fu un costruttore ed architetto svizzero sovrintendente ai lavori del vescovato  Eichstätt nel XVIII secolo.
Era figlio di Bartolomeo Barbieri († 1728) e di Eufemia (Giacomina) Comacia († 1745).

## Biografia

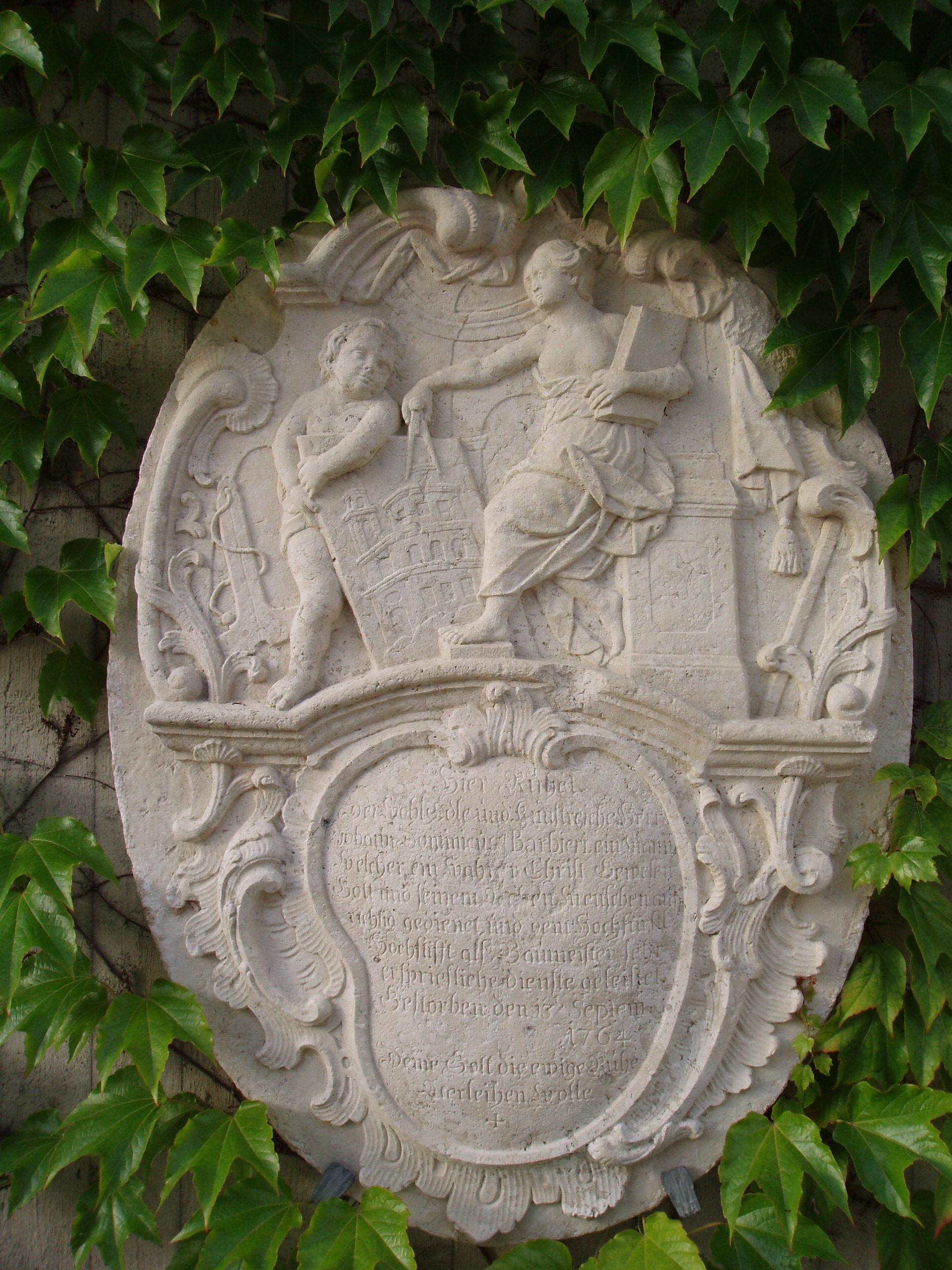
Epitaffio di Giovanni Domenico Barbieri nel cimitero Est di Eichstätt

Barbieri crebbe a Roveredo, nella Val Mesolcina, una valle del Grigioni italiano in Svizzera, in una famiglia di commercianti. Aveva nove tra fratelli e sorelle e come accadeva già dal XVI secolo a molti compaesani, che erano anch'essi costruttori, si trasferì presto all'estero. All'età di 16 anni si trasferì, grazie al costruttore Giovanni Rigalia il Giovane, lavorò come apprendista nella Residenza del vescovato di Eichstätt, ove, alle dipendenze dell'architetto di corte del vescovato, Gabriele Gabrieli, divenne prima capomastro, quindi sovrintendente ai lavori del vescovato (1741), per poi chiudere la sua carriera come direttore dei lavori del capitolo del duomo di Eichstätt.
Quando nel 1758 stava per diventare architetto capo del vescovato, dovette rinunciare all'incarico per motivi di salute.
Nel corso dei 44 anni della sua attività nel vescovato di Eichstätt, e talvolta anche fuori dello stesso, raggiunse un certo benessere. Egli tornò dieci volte in visita in patria e quivi sposò nel 1732 Agnese Emerita, figlia del cugino Pietro Barbieri, dalla quale ebbe sei figli. Il terzo, Giovanni Pietro (1737 − 1783), studiò inizialmente ad Eichstätt, quindi diritto a Salisburgo. Un altro figlio, Giulio Carlo Giuseppe, fu curato e vicario dal 1740 al 1794. Il fratello più giovane, Giulio (1707 − 1766) finanziò gli studi di teologia all'Università di Dillingen.
Il suo mecenate Gabrieli morì fra le sue braccia nel 1747 e fu Giovanni ad erigergli il monumento funebre nel cimitero di Eichstätt.
Barbieri lasciò un'autobiografia che nel 1992 fu donata all'archivio di Stato di Coira. 

## Parentela
La stirpe die Barbieri diede al mondo numerosi architetti, che lavorarono sia all'estero che in patria. Così fu per il Mastro Andrea Barbieri (1545) di Roveredo. Nel 1619 è provata l'attività ad Eichstätt di Martino I Barbieri, costruttore dell'Abbazia di Santa Valpurga e collaboratore di alla ristrutturazione del castello rinascimentale di Willibaldsburg secondo il progetto di Elias Holl. Martino I fu un antenato di Giovanni. Domenico Barbieri (noto anche come Domenico Barbe) di Roveredo († 1686), nonno di Giovanni, costruì fra il 1655 ed il 1658, la chiesa di San Placido a Disentis (Canton Grigioni) e nel 1661 fu incaricato della ricostruzione della distrutta ala ovest della residenza vescovile di Coira.
Il suo prozio Giulio Barbieri costruì un'ala dell'Abbazia di San Gallo. Martino II Barbieri di Rovereto, lavorò nel 1661 a Kempten, nel 1676 a Laax e nel 1676 come dal 1687 al 1696 a Oberegg. Pietro Barbieri, anch'egli roveredano, lavorò nel 1660 ad Isny e Alberto Barbieri nel 1617 a Frohnstetten, nel 1623 a Laupheim e nel 1628 a Eschach (frazione di Ravensburg).

## Opere

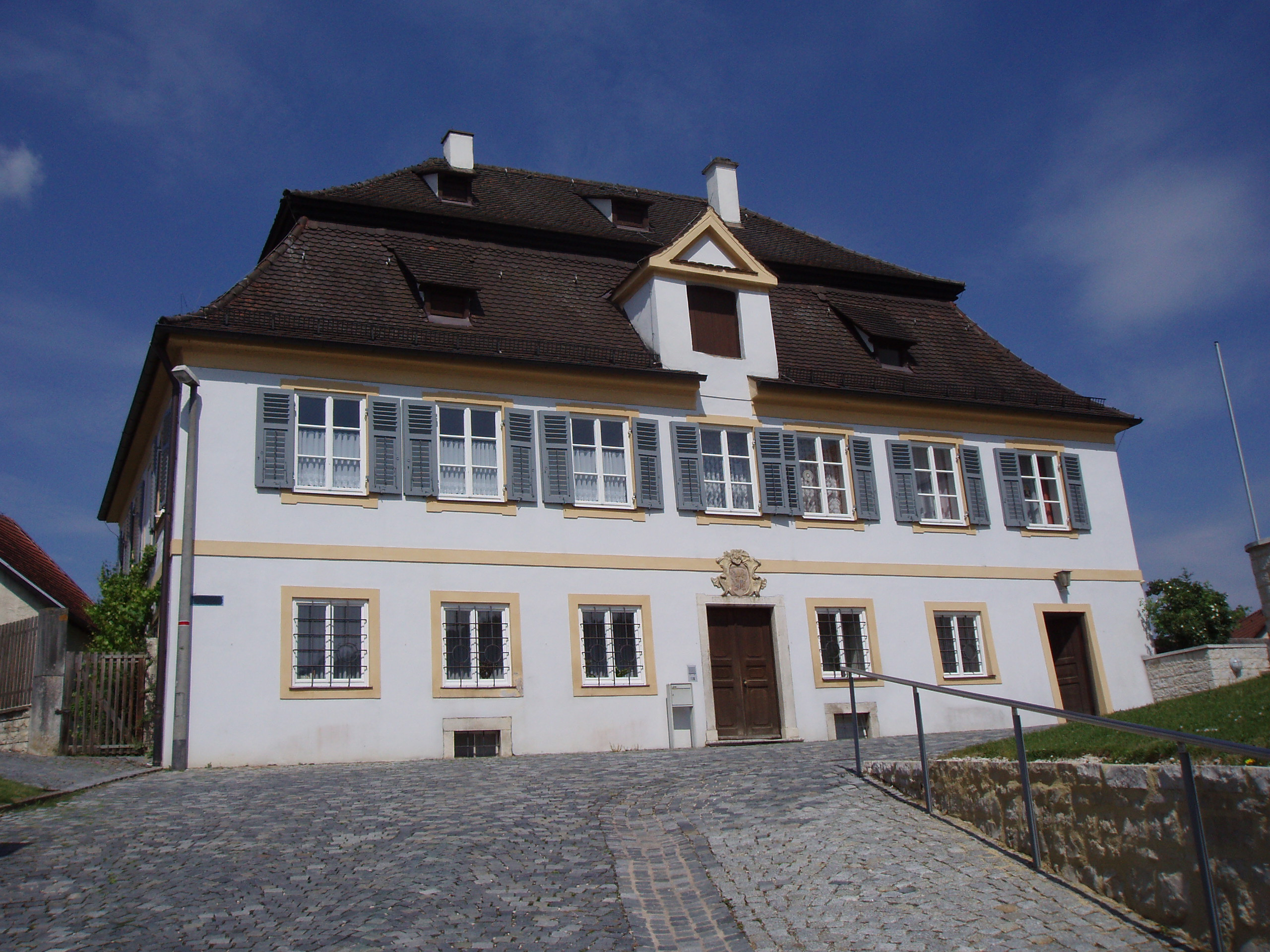
La casa parrocchiale di Dollnstein nell'Altmühltal – un'opera di Barbieri

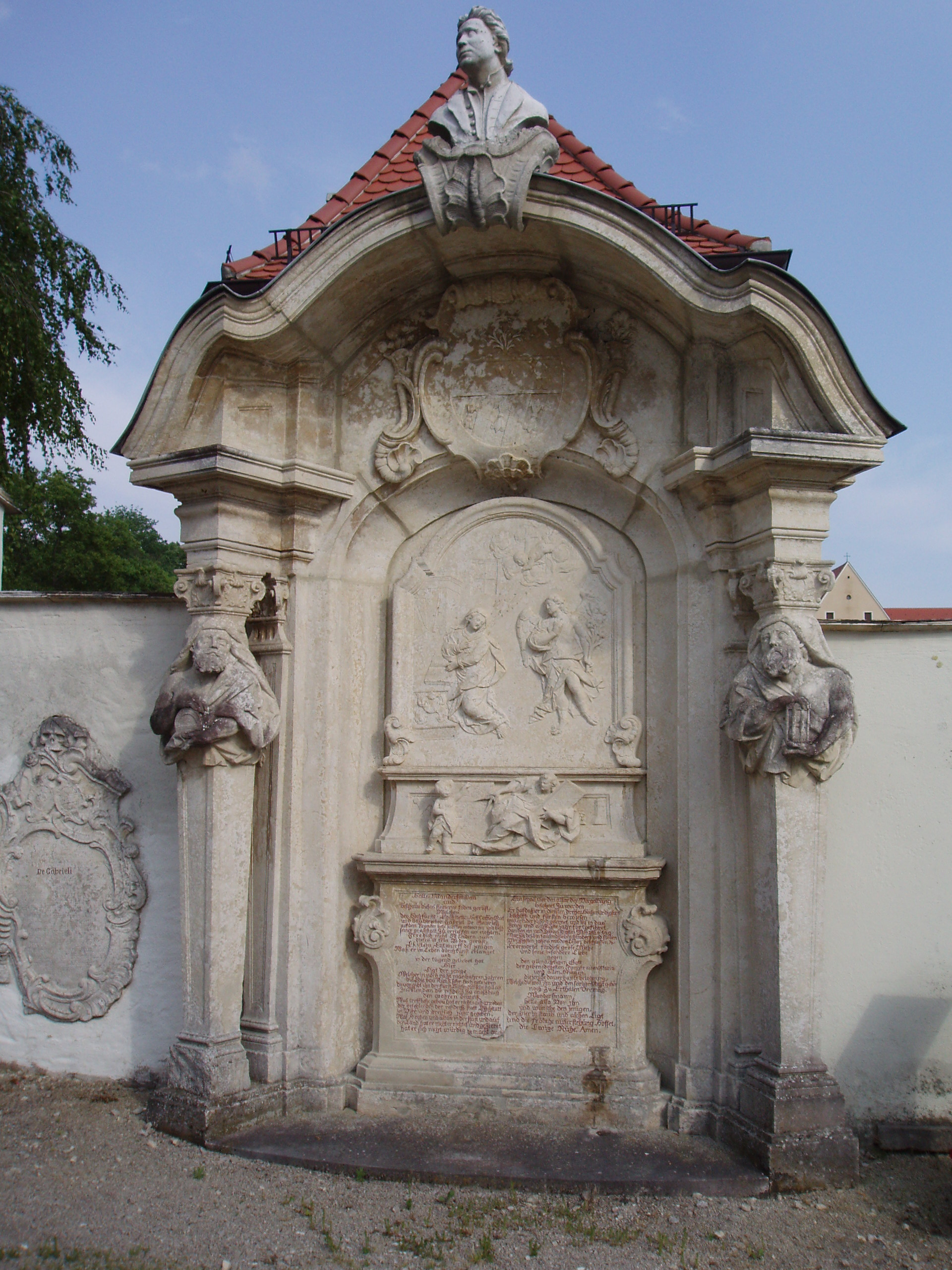
Monumento funebre a Gabriele Gabrieli di Giovanni Domenico Barbieri nel cimitero di Eichstätt

Giovanni Domenico Barbieri ovvero Domenico Barbieri, come era più brevemente chiamato, lavorò, fra l'altro alle seguenti nuove costruzioni  (N) e ristrutturazioni (R) (fino al 1747 sotto la direzione di Gabrieli
- ad Abenberg, 1743 casa (N), 1745 casa parrocchiale (N),
- ad Allersberg, 1723 edificio della manifattura Gilardi (N), 1725 casa di Ambrosius Heckel (N),
- ad Altdorf (Titting ad Anlautertal 1733, chiesa (N),
- ad Ansbach 1746 (N) una fontana?,
- ad Augusta 1733/34 casa del farmacista Johann Franz Frey (N),
- nel castello di Baldern, 1724 cappella del castello (N), 1726 Galleria-Scalone d'onore del castello (N),
- a Beilngries, 1736, ponte di Altmühl (R), 1742/43 casa degli Oberamtsmann von Hirschberg (N), 1760 Regens-Hueffnagelsches Benefiziumshaus (N),
- a Berching, una torre (R), 1758  casa parrocchiale (N),
- nella strada fra Berching e Beilngries 1741/42 e 1745/46 (N),
- nel convento di Bergen bei Neuburg, 1756-57 chiesa della Santa Croce (N),
- a Berolzheim, 1748, la casa parrocchiale luterana (N),
- a Biburg, 1756, chiesa di San Clemente (N),
- a Biesenhard (Wellheim), 1743, casa dei Cacciatori (N), 1754 Albergo (N),
- a Breitenbrunn, 1724, chiesa (R),
- a Buchenhüll (Eichstätt), 1746, santuario (R),
- a Dietfurt an der Altmühl, 1733/34,  chiesa parrocchiale di Sant'Egidio (N), 1739, birrificio del convento die francescani  (R),
- a Dillingen an der Donau 1759 casa della contessa Schöneck (R),
- a Dollnstein, 1743 – 1745  casa parrocchiale (N),
- ad Eichstätt, 58 edifici fra i quali: 1724, corte degli Ostein (N), 1727/29 Welden-Hof (R), 1732, 1754 – 1756 convento di Notre Dame (R), 1733 casa di Gabriele Gabrieli (R), 1735 mattatoio al Hofmühle (R), 1735 Schönborn-Hof (N), 1737 prevostura della città (N), 1745, pescheria e fienile dei Golden a Landershofen (N), 1758/59, 1770–1742, Domherrenhof di Ulm (R), 1743 Domherrenhof di Schellardt (N), 1747 monumento funebre a Gabriele Gabrieli (N), 1749/50 foresteria del capitolo del Duomo e Palazzo di Giustizia (N), 1750 Torre bianca con la torre comunale (N), 1755/56 Magazzino per cereali del Capitolo del Duomo (N), 1757 facciata occidentale del duomo (R), 1758/59 Waisenhaus (N), 1760 – 1762 caserma (N), 1762/63 seminario (N), 1763, Convento di Marienstein, (R),
- ad Eitensheim, 1742, Amtsknechtshaus (N), 1754/55 casa parrocchiale (N),
- ad Ensfeld (Mörnsheim), 1734,  casa parrocchiale (N),
- ad Erkertshofen (Titting, 1756, casa parrocchiale (N),
- a Göllersreuth  (Thalmässing), 1735 chiesa (R),
- a Grafenberg (Greding), 1759, chiesa di San Bartolomeo (N),
- a Greding, 1739, casa Amtsknecht (N), 1741/42 Palazzo di Giustizia (N), 1746,  casa parrocchiale (N), 1746, scuderie del castello (N), 1761, chiesa di San Martino (R),
- a Großhöbing (Greding), 1756, casa Amtsknecht (N),
- ad Hainsberg (Dietfurt an der Altmühl), 1736/37, 1739 chiesa e casa parrocchiale (N),
- ad Herlingshard (Titting), 1740, fattoria (N),
- ad Herrieden, 1743, torre comunale (N),
- nel Castello di Hirschberg a Beilngries, 1729, 1738, 1761 (R), 1738 padiglione (N)
- ad Hirschberg (Beilngries), 1739, stalla, cantina e fienile del birrificio (N),
- ad Hofstetten (Hitzhofen, 1746, ponte in pietra nel castello (N),
- ad Inching (Walting), 1761, cantina del Castello di Inching (N),
- ad Irfersdorf (Beilngries), 1747, casa parrocchiale (R),
- a Kipfenberg, 1746, castello (N),
- a Kottingwörth (Beilngries), 1760/61 chiesa parrocchiale di San Vito (N),
- a Kreuth ad Heideck, 1756, castello (R), 1761 castello (N),
- a Lenting, 1747, casa parrocchiale (R),
- a Mailing (Ingolstadt), 1748, casa parrocchiale (N),
- a Meihern presso Riedenburg, 1731 birrificio del vescovato (N), 1732, 1739 castello (R),
- a Megesheim, 1748, casa parrocchiale (R),
- a Meinheim, 1748, dispense del capitolo del Duomo  (N),
- a Mönchsdeggingen, 1747, casa parrocchiale luterana (R),
- a Mörnsheim, 1746, casa del magazziniere (R),
- a Moritzbrunn (Adelschlag), 1740 chiesa e torre campanaria (R), 1745 fienile e stalle (N),
- a Mühlhausen, 1750, casa parrocchiale (N),
- a Monaco di Baviera-Nymphenburg, 1730, casa dei commercianti Rastellino (N),
- a Nassenfels, 1738, chiesa parrocchiale di San Nicola (N),
- as Oberhausen presso Günzburg, 1740, castello di Franz Christoph, barone di Ramschwag (N),
- ad Obermässing (Greding), 1736, castello (R),
- ad Oberschwaningen (Unterschwaningen), 1745, una torre (N),
- ad Oberwiesenacker, 1727, chiesa parrocchiale,
- ad Ochsenfeld (Adelschlag), 1751, casa Velheim (N),
- ad Ornbau 1743/45, ponte e torre comunale (N),
- a Pfahldorf (Kipfenberg), 1760, chiesa parrocchiale (N),
- a Pfünz (Walting), 1740/41, Orangerie nel parco del castello (N),
- a Pleinfeld, 1756 chiesa parrocchiale e torre campanaria (N), 1762 R un edificio ignoto,
- a Pollenfeld, 1745, chiesa (N),
- a Raitenbuch, 1741, castello (R),
- a Rebdorf (Eichstätt), 1761 – 1763 convento agostiniano (R),
- a Bechhofen presso Herrieden, 1746, Casa dei cacciatori (N),
- a Rieshofen, 1749, chiesa (N),
- a Roveredo, 1739, stalle (N), 1745 casa dei genitori (R),
- 1741 Castello di Sandsee (R),
- a Schambach (Kipfenberg), 1755 Chiesa della Santa Croce (N),
- a Schernfeld,  1745, Casa dei cacciatori (N),
- a Schutzendorf, 1746, ampliamento della chiesa (N),
- a Sornhüll (Pollenfeld), 1746, Casa dei cacciatori, (N),
- a Spalt 1752/53, Palazzo die decani (N), 1753/54 casa per due canonici (N),
- a Stetten presso Gunzenhausen, 1751, casa parrocchiale (N),
- a Titting, 1742, birrificio (N), 1747, casa parrocchiale (N), 1760, torre campanaria (R),
- a Unterstall, 1747, casa parrocchiale (R), 1757 casa dei Frühmesser (N),
- a Weigersdorf (Pollenfeld), 1745 chiesa (N),
- a Weilheim, 1742 chiesa (N), 1756 casa parrocchiale (R),
- a Weißenkirchen (Adelschlag), 1740 chiesa (R), 1745, fienili e stalle (N),
- a Wemding, 1745 Santuario di Maria Brünnlein, (N),
- a Wettstetten, 1761, casa parrocchiale (N),
- a Wittmess, 1745 fornace (N),
- a Wolferstadt, 1756, casa parrocchiale (R).